# The Return of the Space Cowboy (álbum)
The Return of the Space Cowboy es el segundo álbum de estudio de la banda de funk y acid jazz británica Jamiroquai. El álbum reportó un importante éxito a la banda, y alcanzó el puesto n.º 2 del UK Albums Chart. El disco, hasta ahora ha vendido alrededor de 4 500 000 copias a nivel mundial.

## Información del álbum
El éxito generado por el álbum Emergency on Planet Earth y las ganancias por la productividad de la gira del álbum produjeron el inicio de las sesiones de grabación de un segundo álbum, las cuales empezaron en el primer semestre de 1994. Para entonces, Jamiroquai habría lanzado canciones nuevas en los conciertos.

## Lista de canciones
1. "Just Another Story" (Jason Kay, Toby Smith) - 08:48
2. "Stillness in Time" (Jason Kay, Toby Smith)  - 04:15
3. "Half The Man" (Jason Kay, Toby Smith) - 04:48
4. "Light Years"(Jason Kay, Toby Smith) - 05:53
5. "Manifest Destiny" (Jason Kay, Toby Smith)  - 06:19
6. "The Kids"(Jason Kay, Toby Smith)  - 05:08
7. "Mr. Moon" (Jason Kay, Stuart Zender, Toby Smith) - 05:28
8. "Scam" (Jason Kay, Stuart Zender) - 07:02
9. "Space Clav"(Jason Kay, Toby Smith, Wallis Buchanan) - 04:51
10. "Morning Glory"(Jason Kay)  - 06:21
11. "Space Cowboy"(Jason Kay)  - 06:25
12. "Journey To Arnhemland"(Jason Kay, Toby Smith, Wallis Buchanan) - 05:19

- Datos: Q1940495